# Neilos

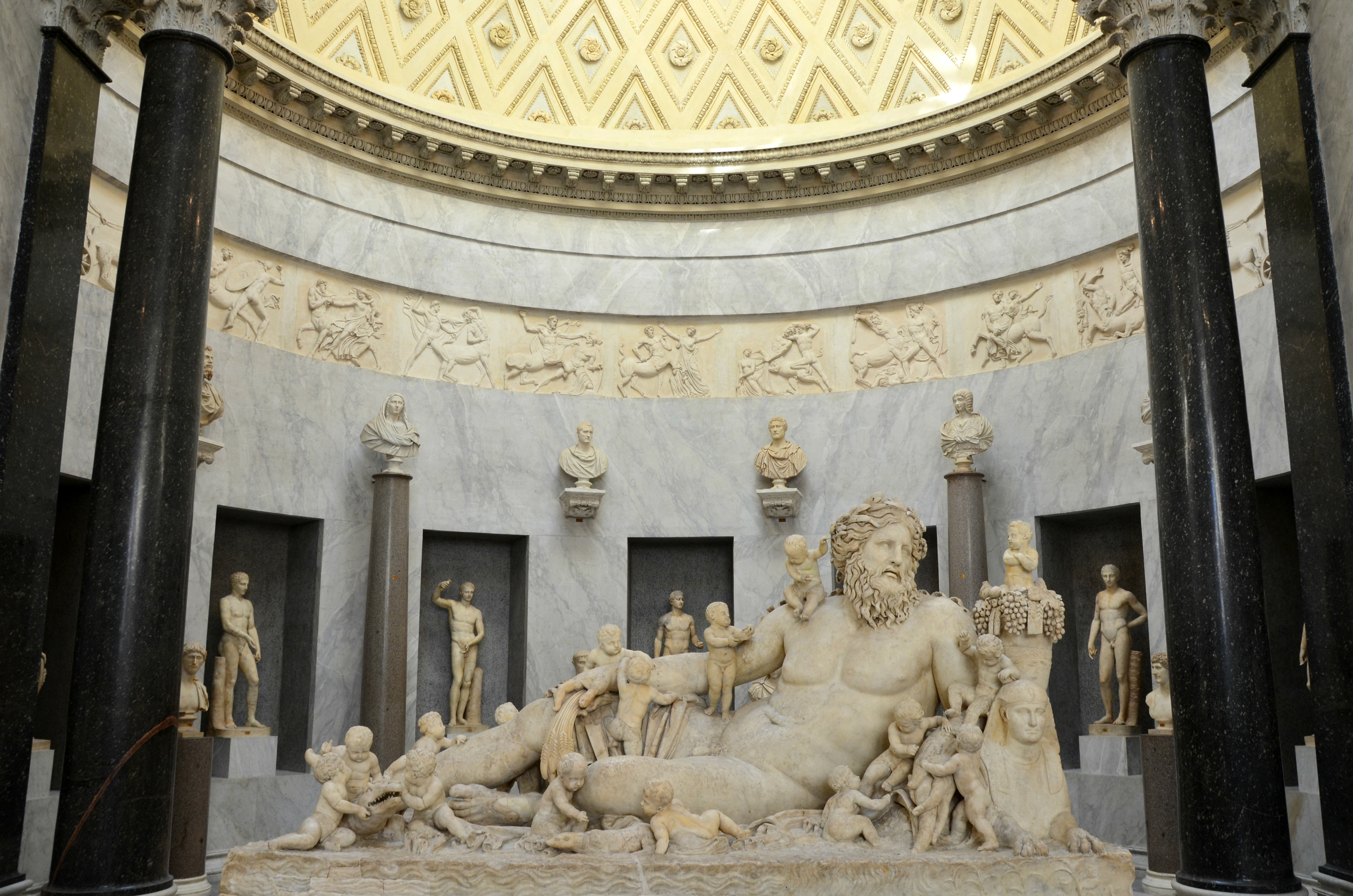
Statue des Nil in den Vatikanischen Museen (Inv. 2300), gefunden 1513 auf dem Marsfeld in Rom.

Neilos (altgriechisch Νεῖλος Neílos, lateinisch Nilus) ist in der griechischen Mythologie der Flussgott des Nils, Sohn von Okeanos und Tethys. Der Sage nach heiratete seine Tochter Memphis, nach der er eine Stadt benannte, den ägyptischen König Epaphos. Ihre gemeinsame Tochter war Libya, die ihrerseits Mutter von Belos und Agenor wurde.